# August Jacob Liebeskind
August Jacob Liebeskind (* 24. April 1758 in Weimar; † 12. Februar 1793) war ein deutscher Pastor in Oßmannstedt, Autor und Hauslehrer der Kinder Johann Gottfried von Herders. 1788 vermählte er sich mit Amalie Wieland, der jüngsten Tochter Christoph Martin Wielands. Liebeskind schrieb zahlreiche Märchen, die u. a. in Wielands Märchensammlung Dschinnistan erschienen sind. Das Märchen Lulu oder die Zauberflöte diente als Vorlage einiger Schauspiele und Opern:
- Der Fagottist, oder: Die Zauberzither (Musik: Wenzel Müller; Libretto: Joachim Perinet; UA: Wien, 11. Juni 1791)
- Das Sonnenfest der Braminen (M: Wenzel Müller; L: Karl Friedrich Hensler; UA: Wien, 1790)
- Die Zauberflöte (M: Wolfgang Amadeus Mozart; L: Emanuel Schikaneder; UA: Wien, 30. September 1791)
- Lulu (M: Friedrich Kuhlau; L: Carl Frederik Güntelberg; UA: Kopenhagen. 28. Juni 1824)

## Ehrungen
In dem Roman Bericht eines Bremer Stadtmusikanten (1968) des deutschen Autors Günter Bruno Fuchs benennt der freischaffende Straßenkehrer Kraschewski auf Geheiß des ehemaligen Schullehrers Rinkefeil einen namenlosen Platz der Stadt Daxingen August-Jakob-Liebeskind-Platz.